# Наблюдения Хосе Бонильи

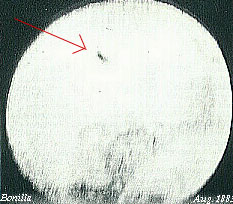
Одна из фотографий Хосе Бонильи

12 августа 1883 года астроном Хосе Бонилья (José Bonilla) сообщил о том, что во время наблюдений Солнца в обсерватории Закатекс в Мексике он зарегистрировал более чем 300 тёмных неизвестных объектов, пересекающих солнечный диск. Ему удалось сделать несколько фотографий наблюдаемого явления с экспозицией 1/100 секунды. Утверждалось, что снятые объекты — летящие на большой высоте птицы, однако сам Бонилья считал, что ему впервые удалось сфотографировать неопознанные летающие объекты. В 2011 году исследователи из Национального автономного университета Мексики предположили, что неопознанные объекты, возможно, были осколками разрушившейся кометы, проходящей в пределах нескольких сотен километров от Земли. 